# カンドー・カールマーン
カンドー・カールマーン（Kandó Kálmán、1869年7月10日 - 1931年1月13日）は、ハンガリーの技術者で発明家である。
カンドーはファソリギムナジウム (Fasori Gimnázium) で学び、1888年から1892年までブダペスト工科経済大学で機械工学を学んで、その後1年間オーストリア＝ハンガリー帝国海軍で志願兵をした。その後、パリのフィヴェ・リール (Compagnie de Fives-Lille) で働いて、そこで新しい多相交流の技術に傾倒した。
カンドーは1894年に、ブダペストでガンツ社のマネージャーをしていたアンドレアス・メフヴァルト (Andreas Mechwart) から、ガンツに入社できるというよい知らせを受け、そこでジペルノウスキー・カーロイ (Zipernowsky Károly) やブラーティ・オットー (Bláthy Ottó Titusz)、デーリ・ミクシャ (Déri Miksa) などに出会うことになった。彼はそのすぐ後に建設部門のリーダーとなり、特に鉄道設備への三相交流の適用に関わるようになった。この目的で、彼は会社の敷地に800 mの試験線を建設した。その最初の成果はフランスのエヴィアン＝レ＝バンでの三相交流駆動の路面電車の建設であり、これはホテルへの交通を提供するものであった。1897年にアメリカ合衆国への見学旅行をした後、鉄道の電化が彼の主な活動となった。同年、イタリアの鉄道会社のS.F.メリディオナリ (S.F.MEridionali) がコモ湖畔の路線を電化しようとしたとき、この仕事を請け負えるのはガンツだけであった。カンドーはこのために、ほとんど全てが新しい特別な三相交流システムを開発した。この区間は1902年9月4日に開業した。同様に1902年にヴェラースドルフの弾薬工場で電化された引き込み線が開業した。この方式はその後北イタリアに広がり、1976年まで使用されていた。
大銀行からの圧力のために、ハンガリー国内での鉄道電化と電気機関車の製造は遅れたため、カンドーは1907年にイタリアのヴァード・リーグレへ移り、ジョヴィ線 (Giovi-linie) 向けのイタリア国鉄E550型貨物機関車 (FS Class E550) を開発した。この型とその後継機は1930年までに369両が製造された。彼の妻が1913年に亡くなった後、1914年の第一次世界大戦の勃発を受けて、彼は子供たちをハンガリーへ送り返し、その後スイス経由で彼自身もハンガリーへ戻った。彼はそこで軍に召集され、ウィーンの国防省で鉄道への石炭供給に関するアドバイザーをした。石炭供給の危機から、鉄道網を交流50Hzで電化する検討が始められた。ガンツ社からの働きかけにより、1917年に軍の召集が解除され、会社全体のゼネラルマネージャーとなった。にも拘らず、彼は機関車設計者としての仕事も続け、フランスのパリ・オルレアン鉄道 (Chemin de Fer de Paris à Orléans) やイタリアのロメオ機関車工場向けの機関車の設計を行った。これに続いてフローリズドルフ機関車工場 (Lokomotivfabrik Floridsdorf) のマネージャーのアルノ・デンマー (Arno Demmer) の依頼でカンドーが設計したオーストリア連邦鉄道1180型 (BBÖ 1180) や1470型 (BBÖ 1470) では若干逆行し、適用されたオーストリアの16と3分の2ヘルツ/15 kVのシステム用の相変換システムはほとんど適切なものではなかった。
1922年に、彼は建設工事に対する強い苦情のためにゼネラルマネージャーとしての役割を退き、そしてアメリカのウェスティングハウス・エレクトリックのアドバイザーの地位に就いた。同様にこの年、大学が彼に名誉学位を贈った。1923年、ブダペスト西駅から15 kmの区間が試験的に新しい方式で電化され、結果としてまだいくつか解決しなければならない問題が残っているものの、カンドーの考えは正しいことが明らかになった。後にハンガリー国鉄V50型となった試験機関車が改造され、1928年に試験走行を行って成功を収め、ブダペスト - ヘジェシュハロム (Hegyeshalom) 間の50 Hz/16 kV方式での電化が決定された。最初の区間は1932年に開通したが、しかしながらカンドーは1931年に心筋梗塞で亡くなったため、この開業を見ることはできなかった。
ハンガリー国鉄V40型電気機関車は「カンドー」の名前で知られている。